# Katherine J. Kuchenbecker
Katherine Julianne Kuchenbecker (* vor 1980)  ist eine US-amerikanische Ingenieurin. Seit 2017 ist sie Direktorin am Max-Planck-Institut für Intelligente Systeme in Stuttgart.

## Familie
Katherine Kuchenbecker ist das älteste Kind des in Santa Monica tätigen Chirurgen Stephen Kuchenbecker und dessen Ehefrau Shari Kuchenbecker, eine Psychologin, ehemalige College-Professorin und Autorin eines Erziehungsratgebers. Das Paar hat eine weitere Tochter und einen Sohn.

## Wirken
Kuchenbecker studierte 1996 bis 1999 an der Fakultät für Maschinenbau der Stanford University in Kalifornien, wo sie auch Volleyball spielte und promovierte im Jahr 2006 an derselbigen Fakultät zu „Characterizing and Controlling the High-Frequency Dynamics of Haptic Interfaces“. Nach einem Postdoc an der Johns Hopkins University in Baltimore nahm sie eine Juniorprofessur an der Fakultät für Maschinenbau und Angewandte Mechanik an der University of Pennsylvania in Philadelphia an. 2013 wurde sie dort zur Dozentin ernannt und ist darüber hinaus an der Fakultät für Informatik und Computerwissenschaften der University of Pennsylvania tätig. Seit 2017 ist Kuchenbecker Wissenschaftliches Mitglied der Max-Planck-Gesellschaft und seit 2018 Direktorin am Max-Planck-Institut für Intelligente Systeme. Dort leitet sie die Abteilung „Haptische Intelligenz“.
Ihre Forschung konzentriert sich auf haptische Interfaces, mit denen Benutzer virtuelle und entfernte Objekte berühren können, als wären sie real und in Reichweite, sowie auf haptische Sensorsysteme, mit denen Roboter physisch mit Objekten und Personen interagieren können.
Eines ihrer Projekte ist der "HuggieBot", ein Roboter, der perspektivisch für therapeutische Umarmungen bei Menschen eingesetzt werden soll. Die erste Version wurde 2018 vorgestellt, 2022 existiert eine Version 3.0, die menschliche Vorlieben erkennen kann. Das Projekt hat ein erhebliches Echo in Medien gefunden. Der HuggieBot wurde von Alexis E. Block im Rahmen ihrer Doktorarbeit entwickelt, die dafür die Otto-Hahn-Medaille der Max-Planck-Gesellschaft erhielt.
2022 wurde Kuchenbecker für ihre „Beiträge zu interaktiven haptischen Systemen und robotischer Berührungswahrnehmung“ zum IEEE Fellow ernannt.